# Королева Елизавета (фильм, 1912)
«Королева Елизавета» (фр. La Reine Élisabeth, Les Amours de la reine Élisabeth) — французский художественный фильм Луи Меркантона и Анри Дефонтене, поставленный на студии Le Film d'Art в 1912 году.

## Сюжет
В фильме показан эпизод из жизни Елизаветы I, королевы Англии (1533—1603).

## История создания
Осенью 1911 года франко-английский прокатчик Броклис занимался продажей (35 000 долларов) исключительного права демонстрации в США «Королевы Елизаветы» с великой театральной актрисой Сарой Бернар. Однако на тот момент не было снято ни одного метра плёнки, в наличии был только контракт, подписанный знаменитой актрисой. В результате переговоров цена была снижена до 18 000 долларов.
Для съёмок фильма была основана компания «Ингадин-филм», учредителями которой стали кинопрокатчик Йозеф Энгель, Эдвин Портер и Адольф Цукор.
Фильм был снят в Лондоне, в мае 1912 года и тотчас же отправлен в США. Компания кинопатентов хотела запретить Адольфу Цукору демонстрировать картину, но он вышел из положения и привлёк к рекламе фильма весьма известную в то время личность в Нью-Йоркском театральном мире — Луи Меркантона. В результате компания кинопатентов разрешила демонстрировать «Королеву Елизавету». Фильм вышел на экран 12 июля 1912 года в «Лисеум-тиэтр», арендованном на время мертвого театрального сезона. Большие плакаты с портретом Сары Бернар носили надпись: «Даниель Фроман показывает».
«Королева Елизавета» пользовалась большим успехом. Несмотря на летний сезон, фильм проходит с триумфом в «Лисеум-тиэтр», «Дели-тиэтр» и чикагском «Пауэрс-тиэтр». Эл Лайтмен организовал демонстрацию фильма по всей стране, арендовав на время ряд театров. Прокат «Королевы Елизаветы» принёс «Ингадин-филм» 80 000 долларов сбора. Однако считается, что несмотря на несколько кинематографических опытов Бернар не смогла приспособить свою игру к новому искусству. На это указывала уже современная актрисе критика. Так, в британском журнале «Биоскоп» за 1913 год отмечалось: «Сара Бернар, как божественная Сара, несравненна, но как Елизавета, королева Англии, она похожа на историческую королеву Бесс не более, чем современный эсминец, делающий 40 узлов в час,— на трёхпалубный корвет адмирала Дрейка».

## Художественные особенности
Режиссёр сумел избежать театрального штампа, характерного для фильмов общества Le Film d'Art.

## В ролях
- Сара Бернар — королева Елизавета I
- Лу Теллеген — Роберт Деверё, 2-й граф Эссекс
- Макс Максудян[фр.] — Говард, граф Ноттингемский
- Жан Анжело — Сеймур
- Ги Фавьер[фр.] — Вустер
- Жорж Денеборг[фр.] — Бирон
- Жан Шамруа — лорд Бэкон
- Альберт Декур — сэр Фрэнсис Дрейк
- Поль Гуэде / Paul Guidé — Шекспир
- Пол Лоре — Яков Стюарт

## Факты
- Длина фильма составляет 1100 м (4 части)[4].
- Соратник Цукора Дэниел Фроман прежде торговал сосисками в Кони-Айленде.[2]
- Эл Лайтмен — бывший официант кафе.[2]
- В интервью американским журналистам Сара Бернар заявляла: «...С чувством глубокой благодарности обращаюсь я к богу, творцу человеческой изобретательности, ибо он дал людям власть сохранить для потомства мой величайший творческий успех - «Королеву Елизавету». Мне доставляет большую радость сознание, что отныне мой шедевр становится достоянием всех народов, и я надеюсь, что его оценят по заслугам ещё до того, как я уйду в небытие, и будут долго ценить после моей смерти...». (Жордж Садуль[2])